# Françoise Bonnot
Françoise Bonnot (Bois-Colombes, 17 de agosto de 1939 - Paris, 9 de junho de 2018) foi uma editora cinematográfica francesa. 
Vencedora do Oscar de melhor montagem na edição de 1970 por Z, também trabalhou na montagem dos filmes: Um Grande Mistério (1982), Hanna K. (1983) e outros clássicos, Titus (1999), Frida (2002), Across the Universe (2007) e A Tempestade (2010).
Considerada uma das maiores editoras do século XX do cinema, Bonnot faleceu no dia 9 de junho de 2018.